# Região turística da Costa Doce
Região Turística Costa Doce é a denominação dada pela indústria do Turismo á região norte do estado de Rio de Janeiro, que abrange 5 municípios. Fazem parte da Costa Doce os seguintes municípios: Campos dos Goytacazes, Cardoso Moreira, São Francisco de Itabapoana, São Fidélis e São João da Barra. É uma das 11 regiões turísticas oficiais deste estado.

## Território
Possui localização estratégica, já que está próxima dos estados do Espírito Santo e Minas Gerais e tendem a atrair seus moradores, principalmente os de Minas, que buscam a tranquilidade de suas praias.
A Costa Doce estende-se da Serra do Mar, com expressivos fragmentos de Mata Atlântica até o encontro com o Oceano Atlântico, com lindas paisagens, desenhadas por belas praias. Tem um clima estável durante todo o ano, com pouca variação da temperatura e um índice pluviométricos baixo.
Possui Limites com o Estado do Espírito Santo, e com as Regiões Turísticas Noroeste das Águas, Caminhos da Serra e Costa do Sol - Região dos Lagos.

## Segmentos
Quanto aos segmentos da atividade turística, manifestam-se favoráveis para a Região: o Turismo Rural e suas respectivas derivações, o Turismo Náutico em suas diversas segmentações além é claro o Ecoturismo

## Atrativos

Praia da Lagoa Doce, com falésias e o Farol da Ponta do Retiro.

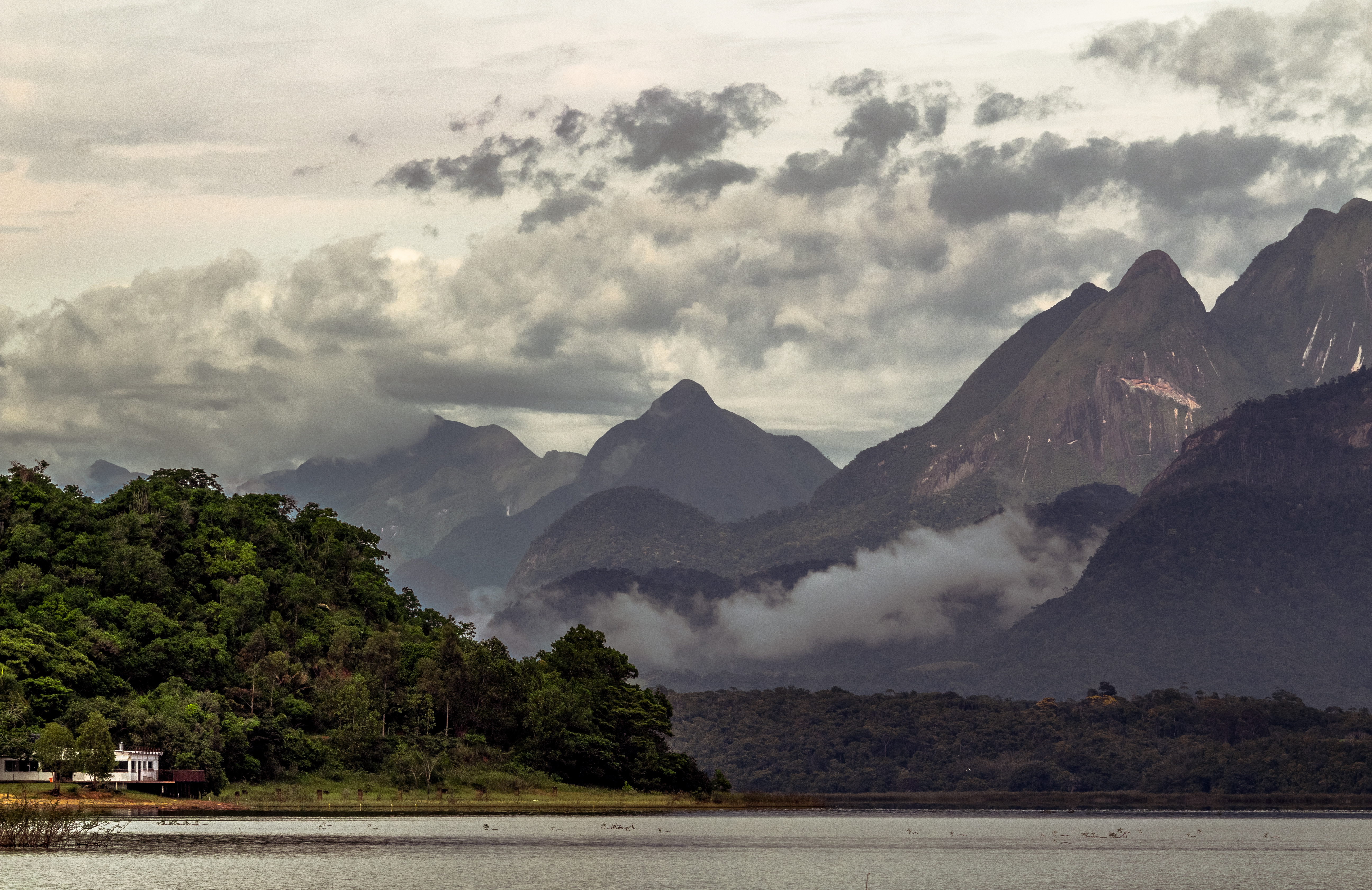
Lagoa de Cima situada no município de Campos dos Goytacazes. Ao fundo temos as Serras das 5 pontas que pertence ao Parque Estadual do Desengano. O acesso a essa paisagem é via Ibitioca

Como atrativos da região destacam-se as lagoas Feia e a Cima, o delta do rio Paraíba do Sul e as belas praias que alise encontram. O Parque Estadual do Desengano também é considerado como de grande apelo turístico. Ainda nesse cenário de belezas naturais podemos citar os núcleos urbanos e fazendas que contam a história e constituem o patrimônio cultural e histórico regional. A Região apresenta diversos exemplares de solares urbanos e de fazendas retomam o ciclo da cana de açúcar.

### Negócios e eventos
O município de Campos dos Goytacazes é onde encontramos a maior oferta de equipamentos e de serviços turísticos, ali o turismo de negócios é o referencial, devido à grande movimentação de profissionais vinculados à atividade de exploração petrolífera e ao comércio de uma maneira geral. Em São Francisco do Itabapoana é onde encontrámos a ExpoAgro Praça João Pessoa uma das maiores exposições agropecuárias do estado.

## Municípios
As cidades são hospitaleiras, tranquilas e aconchegantes recebem seus visitantes de braços abertos para diversão e lazer com suas animadas festas populares e comidas típicas o ano todo. São elas:

### Campos dos Goytacazes
Sendo a maior cidade em extensão territorial do estado, Campos consegue ofertar de tudo um pouco desde o turismo de negócios ate o turismo rural.
Há uma variedade de atrativos que a cidade oferece como lazer para a comunidade e para os turistas, entre os principais destacam-se a região do Imbé, onde localiza-se o Parque Estadual do Desengano, com belíssimas cachoeiras, as lagoas de Cima e Feia, que são muito procuradas para a pratica de esporte náuticos. Assim como a praia do farol de São Thomé e as serras do Itaóca muito procurada para a pratica do voo livre e as serras localizadas ao norte do município que atraem os amantes de esporte radicais como o rapel. 
No turismo rural os solares que pertenceram aos grandes barões e baronesa da época do Brasil império ao o que chama atenção.

### Cardoso Moreira
Assim como em outras cidades do interior do Rio de Janeiro e do Brasil, Cardoso Moreira também possui um Monumento ao Cristo Redentor no alto do Morro Miguel Ernesto, ali também há um cruzeiro e um mirante. Nas terras cardosenses, há uma queda d'água formada pelas águas do rio Muriaé, a Cachoeira do Baú. Na cidade destaca se principalmente o turismo rural.

### São Fidélis
São Fidélis, ou cidade poema tem como atrativos turísticos presentes construções históricas e culturais que contam a história da cidade. Entre elas, merecem destaque as igrejas, monumentos, praças, fazendas, a Serra do Sapateiro, Serra da Bela Joana, Serra Peito de Moça, além de outras serras e cachoeiras. O Parque Estadual do Desengano também esta presente na cidade, composto de vegetação e fauna nativas, além de belíssimas cachoeiras, oferecendo aos turistas e visitantes uma excelente oportunidade para a prática do ecoturismo e do turismo de aventura. Na cultura, principalmente, apresenta seu Festival de Poesia Falada, que ocorre todos os anos.

### São Francisco de Itabapoana
Com mais de 60 km de extensão de litoral contando com belíssimas praias como a de Guaxindiba, Guriri e Lagoa Doce caracterizadas por ondas tranquilas e temperatura amena, ao sul do seu litoral localiza-se o delta do Paraíba do sul. As Ilhas do Lima, do Pessanha e da Convivência, ali localizadas, fazem um convite ao turismo ecológico com cerca de 200 quilômetros quadrados de áreas de manguezais ricas em espécies de crustáceos, canais tipo igarapé, várias pequenas lagoas, ilhas de areias e muita vegetação nativa.
Durante o último final de semana de julho de cada ano acontece o Festival do Maracujá, um dos eventos mais tradicionais do município, junto da Exposição Agropecuária de Praça João Pessoa recebendo grande número de turistas.

### São João da Barra
O município possui uma agenda cultural variada, atraindo muitos visitantes com eventos como o carnaval, com desfiles de tradicionais escolas de samba da cidade. Suas diversas praias como a Praia de Grussaí, Praia do Chapéu de Sol, Praia do Açu e Praia de Atafona, esta última conhecida pelas ruínas de casas transgredidas pelo mar, além das Lagoas de Iquipari e de Grussaí, protegidas pela RPPN Caruará a maior reserva particular de restinga do Brasil e a Lagoa Salgada com seus estromatólitos.

## Infraestrutura

### Transporte
A Costa Docce é atendido pela rodovia BR-101, importante entroncamento rodoviário que atende o Sul ao Norte do Brasil. Outras rodovias importantes são BR-356 e BR-492.
O município de Campos tem um aeroporto, com pista de 1 544 metros, comportando aeronaves de médio porte.
Há ainda uma antiga linha de transporte ferroviário em Campos, um dos maiores entroncamentos ferroviários do Brasil entre a Linha do Litoral, Linha Campos a Miracema, o Ramal Santo Antônio de Campos e o Ramal de Barão de São José, todos pertencentes à antiga Estrada de Ferro Leopoldina, mas atualmente está desativada. Há projetos que vão recuperar esta antiga ferrovia.

### Hospedagem
A rede hoteleira é composta por variados tipos de hotéis, tendo destaque o município de Campos dos Goytacazes.

### Saúde
Todas as cidades contam com pelo menos uma unidade hospitalar pública municipal, além de unidades básicas de saúde e clínicas particulares.

### Segurança
A Costa Doce é atendido por delegacias da polícia civil e militar.

### Comércio

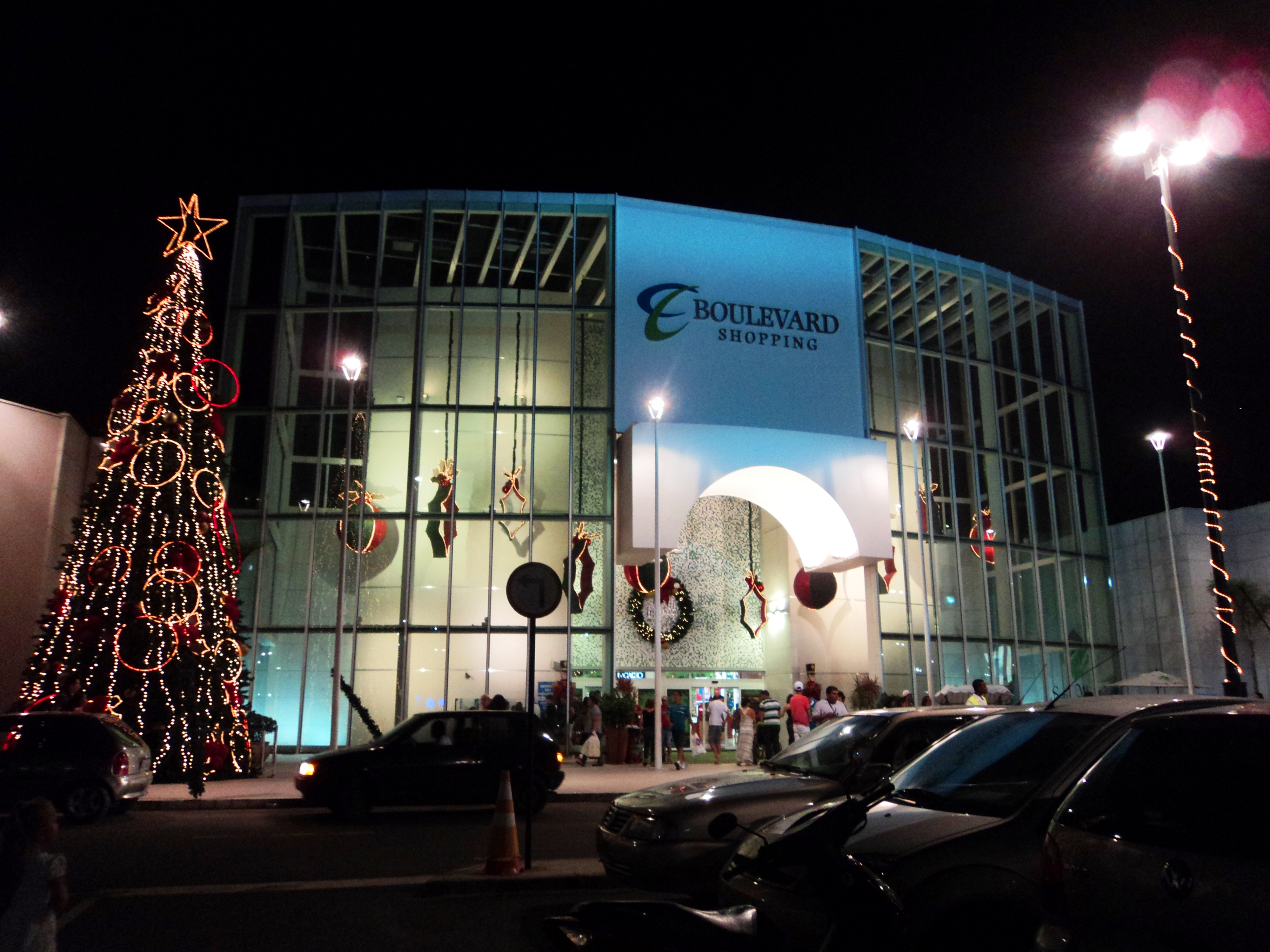
Shopping Boulevard em Campos.

A Costa Doce é atendido principalmente por supermercados e lojas de conveniências. Na região de Campos há dois grande shopping centers. Também há várias opções de comércio 24 horas, principalmente postos de gasolina.

### Sistema bancário
Várias agências privadas e públicas, com destaque o Banco do Brasil e Caixa Econômica Federal

### Comunicações
A região é atendida pelas quatro operadoras de telefonia celular: Oi, Tim, Claro e Vivo